# Lauda Europe
Lauda Europe es una aerolínea de bajo coste maltesa que opera en nombre de su empresa matriz Ryanair. La aerolínea realiza vuelos de alquiler con tripulación para Ryanair y servicios chárter.  

## Historia
Lauda Europe es la sucesora de la aerolínea austriaca Laudamotion. En 2020, Ryanair cerró su unidad austriaca a favor de Lauda Europe, una filial maltesa de reciente creación, y transfirió la flota de 29 aviones Airbus A320 de Lauda a la nueva aerolínea. Al personal de Lauda se le ofrecieron nuevos puestos en Lauda Europe.
En mayo de 2021, el director ejecutivo del Ryanair, Michael O'Leary, declaró que Lauda podría pasar a una flota compuesta exclusivamente por Boeing 737. Sin embargo, en julio de 2022, O'Leary anunció que Ryanair ampliaría los arrendamientos de los Airbus A320 de Lauda Europe hasta 2028.

## Flota
La flota de Lauda está formada por las siguientes aeronaves:
| Aeronaves       | En servicio | Pedidos | Pasajeros (clase única)                             | Matrículas                                          | Antigüedad                                          |
| --------------- | ----------- | ------- | --------------------------------------------------- | --------------------------------------------------- | --------------------------------------------------- |
| Airbus A320-200 | 26          | —       | 180                                                 | 9H-LOW                                              | 20,6 años                                           |
| Airbus A320-200 | 26          | —       | 180                                                 | 9H-IHH                                              | 19,6 años                                           |
| Airbus A320-200 | 26          | —       | 180                                                 | 9H-LOT                                              | 19,5 años                                           |
| Airbus A320-200 | 26          | —       | 180                                                 | 9H-LMT                                              | 19,1 años                                           |
| Airbus A320-200 | 26          | —       | 180                                                 | 9H-LOZ                                              | 18,7 años                                           |
| Airbus A320-200 | 26          | —       | 180                                                 | 9H-LMB                                              | 18,6 años                                           |
| Airbus A320-200 | 26          | —       | 180                                                 | 9H-LOB                                              | 18,4 años                                           |
| Airbus A320-200 | 26          | —       | 180                                                 | 9H-LOM                                              | 18,2 años                                           |
| Airbus A320-200 | 26          | —       | 180                                                 | 9H-LOI                                              | 18,2 años                                           |
| Airbus A320-200 | 26          | —       | 180                                                 | 9H-LOO                                              | 18,1 años                                           |
| Airbus A320-200 | 26          | —       | 180                                                 | 9H-LON                                              | 18 años                                             |
| Airbus A320-200 | 26          | —       | 180                                                 | 9H-LMC                                              | 18 años                                             |
| Airbus A320-200 | 26          | —       | 180                                                 | 9H-IHL                                              | 17,9 años                                           |
| Airbus A320-200 | 26          | —       | 180                                                 | 9H-LOU                                              | 17,9 años                                           |
| Airbus A320-200 | 26          | —       | 180                                                 | 9H-LOA                                              | 17,8 años                                           |
| Airbus A320-200 | 26          | —       | 180                                                 | 9H-LOS                                              | 17,8 años                                           |
| Airbus A320-200 | 26          | —       | 180                                                 | 9H-LOR                                              | 17,6 años                                           |
| Airbus A320-200 | 26          | —       | 180                                                 | 9H-IBJ                                              | 17,4 años                                           |
| Airbus A320-200 | 26          | —       | 180                                                 | 9H-LAX                                              | 17,4 años                                           |
| Airbus A320-200 | 26          | —       | 180                                                 | 9H-IHD                                              | 17,4 años                                           |
| Airbus A320-200 | 26          | —       | 180                                                 | 9H-LMP                                              | 16,5 años                                           |
| Airbus A320-200 | 26          | —       | 180                                                 | 9H-LMG                                              | 14,1 años                                           |
| Airbus A320-200 | 26          | —       | 180                                                 | 9H-LMH                                              | 13,1 años                                           |
| Airbus A320-200 | 26          | —       | 180                                                 | 9H-LMI                                              | 12,9 años                                           |
| Airbus A320-200 | 26          | —       | 180                                                 | 9H-LMJ                                              | 12,8 años                                           |
| Total           | 26          | —       | Edad media de la flota (febrero de 2025): 17,4 años | Edad media de la flota (febrero de 2025): 17,4 años | Edad media de la flota (febrero de 2025): 17,4 años |